# 2019 LINE TV Awards
```
LINE TV Awards lần thứ hai
 là lễ trao giải do 
LINE TV
 
Thái Lan
 tổ chức nhằm tôn vinh những người trong ngành giải trí Thái Lan trong các lĩnh vực âm nhạc, truyền hình và phim truyền hình vì những thành tựu của họ trong năm 2018.
```

Đêm trao giải được tổ chức tại Hội trường Royal Paragon, Siam Paragon, Băng Cốc, Thái Lan vào thứ Ba, ngày 12 tháng 2 năm 2019.

## Giải thưởng
Đề cử đạt giải được liệt kê đầu tiên và được tô đậm:

### Giải thưởng chính
| Best Fight Scene (Cảnh chiến đấu hay nhất)                                               | Best Song (Bài hát hay nhất)                                                      |
| ---------------------------------------------------------------------------------------- | --------------------------------------------------------------------------------- |
| - The Gifted (GMMTV)                                                                     | - I’m OK - Palitchoke Ayanaputra (GMM Grammy)                                     |
| Best Viral Scene (Cảnh phim phổ biến rộng rãi nhất)                                      | Best Kiss Scene (Cảnh hôn hay nhất)                                               |
| - Love Destiny (Channel 3 HD)                                                            | - Love by Chance (Studio Wabi Sabi)                                               |
| Best Comedy Scene (Cảnh phim hài hước nhất)                                              | Best Friends                                                                      |
| - Love Destiny (Channel 3 HD)                                                            | - Wake Up Ladies: The Series (GMMTV)                                              |
| Best Couple (Cặp đôi của năm)                                                            | Best MC (MC tốt nhất)                                                             |
| - Pick - Rome trong Our Skyy (GMMTV) - Ae - Pete trong Love by Chance (Studio Wabi Sabi) | - Niti Chaichitathorn tại Talk with Toey One Night và Yai & The Grandsons (GMMTV) |
| Rising Star (Nghệ sĩ triển vọng)                                                         |                                                                                   |
| - The Toys (What The Duck)                                                               |                                                                                   |

### Giải thưởng đặc biệt
| Top Entertainment (Chương trình giải trí hay nhất) | Most Viewed (Được xem nhiều nhất)    |
| -------------------------------------------------- | ------------------------------------ |
| - The Face Thailand mùa 4 (Kantana)                | - Mia 2018 (One31)                   |
| Content of the Year (Nội dung của năm)             | Talk of the Town                     |
| - Love Destiny (Channel 3 HD)                      | - In Family We Trust (Nadao Bangkok) |